# یوسف ثبوتی
|timestamp = 20231225063920
}}

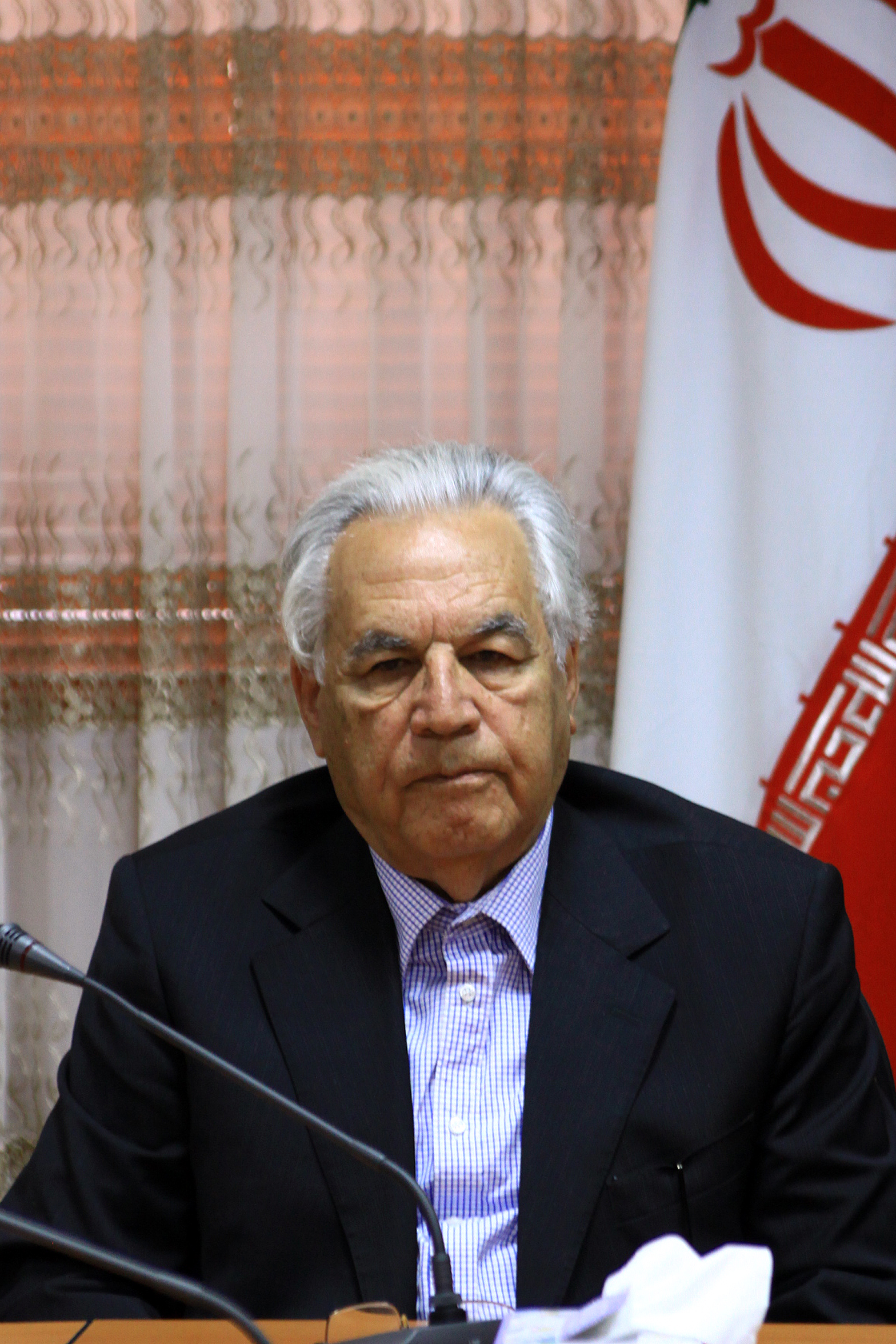
پروفسور یوسف ثبوتی

یوسف ثبوتی (۱ شهریور ۱۳۱۱ زنجان)، فیزیک‌دان ایرانی و مؤسس دانشگاه تحصیلات تکمیلی علوم پایه زنجان است.
وی از بدو تأسیس فرهنگستان علوم از اعضای پیوسته این فرهنگستان است و در سال‌های ۱۳۹۲ تا ۱۳۹۸ در سه دوره ریاست گروه علوم پایه فرهنگستان علوم را به

## زندگی
اول شهریور ۱۳۱۱ در زنجان به دنیا آمد. وی پس از اتمام تحصیلات مقدماتی خود در زادگاهش در سال ۱۳۲۹ به‌طور هم‌زمان در دو رشته کشاورزی و فیزیک دانشگاه تهران پذیرفته شد که به دلیل علاقه وافر به فیزیک، این رشته را برای ادامه تحصیل انتخاب کرد. ثبوتی در دوران دانشگاه با توفان‌های سیاسی شدید سال‌های ۱۳۲۹ تا ۱۳۳۳ همراه بود. وی پس از پایان تحصیلاتش در آزمون نقشه‌برداری قبول شد و به صورت رایگان به یاری حسین کشی افشار شتافت و پس از چندی با معرفی وی به دانشگاه تورنتو در کانادا عزیمت کرد و موفق شد که درجه کارشناسی ارشد را از آن دانشگاه دریافت کند. ثبوتی پس از آن به دانشگاه شیکاگو راه یافت و به تحصیل اختر فیزیک نزد استادان صاحب‌نامی هم‌چون سوبرامانیان چاندراسخار و اوون چمبرلین پرداخت. او در سال ۱۳۴۲ مدرک دکتری تخصصی خود را در این رشته دریافت کرد و برای تدریس با سمت استادیاری رهسپار دانشگاه نیوکاسل در انگلستان شد. ثبوتی پس از مدتی به ایران بازگشت و چندی بعد با سمت دانشیاری در دانشگاه شیراز به کار مشغول شد. فعالیت وی در دانشگاه شیراز سرآغاز تحولات جدیدی در دستگاه آموزش عالی ایران بود. نظام ترمی - واحدی کنونی از دستاوردهای ثبوتی برای نظام آموزشی کشور است. وی، هم‌چنین طرح ارتقای اعضای هیئت علمی بر مبنای پژوهش‌های آنان را پیشنهاد داد و آن را در دانشگاه شیراز اجرا کرد. پایه‌گذاری دوره‌های کارشناسی ارشد در آن دانشگاه از جمله دیگر کارهای وی در دوران فعالیت در دانشگاه شیراز است. ثبوتی در سال ۱۳۴۸ در یک فرصت مطالعاتی به دانشگاه پنسیلوانیا رفت و ضمن تحقیقات به تدریس در آن دانشگاه پرداخت. وی پس از مدتی به ایران بازگشت و علاوه بر تدریس در دانشگاه صنعتی شریف در سال ۱۳۵۱ طرح تأسیس رصدخانه ابوریحان بیرونی شیراز را ارائه داد. این رصدخانه در سال ۱۳۵۶ افتتاح شد.
پس از آن، دوره دکتری نجوم در دانشگاه را بنیان گذاشت و زمینه تحصیلات عالی علاقه‌مندان اختر فیزیک را در دانشگاه شیراز فراهم کرد. ثبوتی با پی‌گیری‌های فراوان، مرکز تحصیلات تکمیلی در علوم پایه زنجان را در سال ۱۳۷۰ تأسیس کرد. هم‌چنین در ایجاد انجمن نجوم ایران در سال ۱۳۷۵ که با تلاش چند اخترشناس حرفه‌ای ایران محقق شد، نقش مهمی برعهده داشت. از استاد ثبوتی بیش از ۵۰ مقاله پژوهشی در مجلات علمی بین‌المللی منتشر شده‌است. وی در عرصه فیزیک و نجوم علاوه بر دریافت عنوان کتاب سال جمهوری اسلامی و مدال پژوهشی وزارت علوم، تحقیقات و فناوری، در سال ۲۰۰۰ میلادی به دلیل فعالیت‌های مستمر علمی به دریافت مدال ویژه آکادمی علوم جهان سوم مفتخر شد.

## برگزاری کنفرانس ثبوتی
انجمن فیزیک ایران در شهریور ۱۳۸۱ هفتادمین سال موجودیت خود را هم‌زمان با هفتادمین سالگرد تولد ثبوتی در کنفرانس سالانهٔ فیزیک ایران جشن گرفت. این برنامه به احترام وی، کنفرانس ثبوتی نامگذاری و با حضور بیش از ۸۰۰ تن از استادان و دانشجویان فیزیک ایران در دانشگاه زنجان برگزارشد.

## برکناری از ریاست دانشگاه علوم پایه زنجان
کامران دانشجو، وزیر علوم، تحقیقات و فناوری در طی حکمی در تاریخ سی مرداد ۱۳۸۹ یوسف ثبوتی را از ریاست دانشگاه علوم پایه زنجان برکنار کرد و به جای وی رسول خدابخش را به سمت ریاست این دانشگاه برگزید. این حکم اعتراضات متعددی را در شهر زنجان و به ویژه میان دانشجویان در پی داشت. هم چنین مجمع نمایندگان استان زنجان در پی برکناری یوسف ثبوتی از ریاست دانشگاه علوم پایه زنجان با ارسال نامه خطاب به وزیر علوم، تحقیقات و فناوری نسبت به این تصمیم واکنش نشان داد و خواستار تجدیدنظر وزیر علوم در این خصوص شد. در این خصوص عده‌ای از بازاریان زنجان با امضای طوماری خواستار لغو حکم عزل یوسف ثبوتی شدند.

## فعالیت‌ها

### علمی
- استادیار بخش ریاضی، دانشگاه نیوکاسل، انگلستان، ۴۳–۱۳۴۲
- دانشیار بخش فیزیک، دانشگاه شیراز، ۵۰–۱۳۴۳
- دانشیار مدعو بخش نجوم، دانشگاه پنسیلوانیا، آمریکا، ۴۸–۱۳۴۷
- استاد فیزیک، دانشگاه شیراز، ۱۳۵۰
- محقق ارشد انستیتوی نجوم و اختر فیزیک، دانشگاه آمستردام، هلند، ۵۴–۱۳۵۳
- محقق مدعو مرکز نجوم و اختر فیزیک، دانشگاه شیکاگو، آمریکا، ۶۴–۱۳۶۳
- استاد مدعو بخش فیزیک، دانشگاه نورث ایسترن، بوستون، آمریکا، ۷۱–۱۳۷۰
- عضو وابسته مرکز بین‌المللی فیزیک نظری (تریست ایتالیا)، ۷۲
- عضو هیئت مؤسس و هیئت مدیره انجمن فیزیک ایران، ۵۴–۱۳۵۰ و ۷۰–۱۳۶۲
- عضو جامعه منجمین آمریکا، تا کنون- ۱۳۴۷
- عضو انجمن بین‌المللی نجوم، تا کنون- ۱۳۴۸
- عضو هیئت مشاوران مجله علوم و تکنولوژی ایران، ۵۴–۱۳۵۰
- عضو هیئت تحریریه مجله علوم و تکنولوژی ایران، تا کنون- ۱۳۶۲
- عضو هیئت مشاوران مجله فیزیک ایران، تا کنون-۱۳۶۵
- عضو آکادمی علوم جهان سوم، تا کنون- ۱۳۶۶
- عضو پیوسته فرهنگستان علوم جمهوری اسلامی ایران، تا کنون- ۱۳۶۸
- عضو شورای علمی مرکز بین‌المللی فیزیک نظری (تریست ایتالیا) ۱۳۷۴–۱۳۶۸
- عضو شورای عالی کتابخانه منطقه‌ای علوم و تکنولوژی شیراز، ۷۷–۱۳۷۰

### اجرایی
- مؤسس و رئیس مرکز تحصیلات تکمیلی در علوم پایه- زنجان، ۳۰ مرداد۱۳۸۹–۱۳۷۰
- رئیس بخش فیزیک دانشگاه شیراز، ۶۰–۱۳۵۸ و ۵۳–۱۳۵۰
- مؤسس و رئیس رصدخانه ابوریحان بیرونی، دانشگاه شیراز، ۶۵–۱۳۵۲
- عضو هیئت مؤسس و رئیس انجمن فیزیک ایران، ۷۸–۱۳۷۵ و ۶۷–۱۳۶۵
- عضو هیئت مؤسس و رئیس انجمن نجوم ایران،[۷] ۱۳۸۱–۱۳۷۵
- عضویت شورای همکاریهای علمی و بین‌المللی وزارت فرهنگ و آموزش عالی، تا کنون-۱۳۷۶
- عضو شورای دانشگاه شیراز، ۵۷–۱۳۵۵
- مؤسس و رئیس پژوهشکده تغییر اقلیم و گرمایش زمین، ۱۳۹۱
- ریاست گروه علوم پایه فرهنگستان علوم ایران، ۱۳۹۲ تا ۱۳۹۸
- ریاست مؤسسهٔ غیرانتفاعی صوفی رازی زنجان (۱۳۹۴)

### فرهنگی و اجتماعی
- رئیس هیئت امنای انجمن خیریه مهرانه (انجمن حمایت از بیماران سرطانی در استان زنجان)

## افتخارات
- ۱۳۵۷ - مدال پژوهشی- وزارت علوم
- ۱۳۶۶ - عضویت در آکادمی علوم جهان سوم، تا کنون-
- ۱۳۶۸ - عضویت در فرهنگستان علوم جمهوری اسلامی ایران، تا کنون
- ۱۳۷۴ - جایزه کتاب سال ایران - ریاست جمهوری اسلامی ایران
- Medal Lecture, in Physical Sciences, The Third World Academy of Sciences, TWAS, ۲۰۰۰
- ۱۳۷۹ - جایزه خوارزمی
- ۱۳۸۰ - چهره ماندگار
- ۱۳۸۱ - تجلیل انجمن فیزیک ایران و نام‌گذاری کنفرانس فیزیک سالانه ۱۳۸۱ بنام کنفرانس ثبوتی
- ۱۳۹۱ - دریافت جایزه آکادمی علوم جهان سوم، «تواس».
- ۱۳۹۱ - اهدا جایزه مرحوم علامه طباطبایی بنیاد ملی نخبگان به استاد یوسف ثبوتی.
- ۱۳۹۲ -اخذ نشان درجه یک دانش: در ۷ دی ۹۲ یوسف ثبوتی از طرف فرهنگستان علوم ایران جهت اخذ نشان درجه یک دولتی دانش انتخاب شد.